# تیم ملی والیبال مردان اسرائیل
تیم ملی والیبال مردان اسرائیل یک تیم والیبال متشکل از مردان والیبالیست اسرائیل است که به نمایندگی از این کشور در میادین بین‌المللی حاضر می‌شود. مانند دیگر ورزش‌ها، با توجه به این که اسرائیل در آسیا واقع شده‌است اما در مسابقات قاره اروپا شرکت می‌کند.

## نتایج

### بازی‌های المپیک
اسرائیل تاکنون نتوانسته است در این مسابقات شرکت کند.